# 圣玛息莫堂 (梅斯)

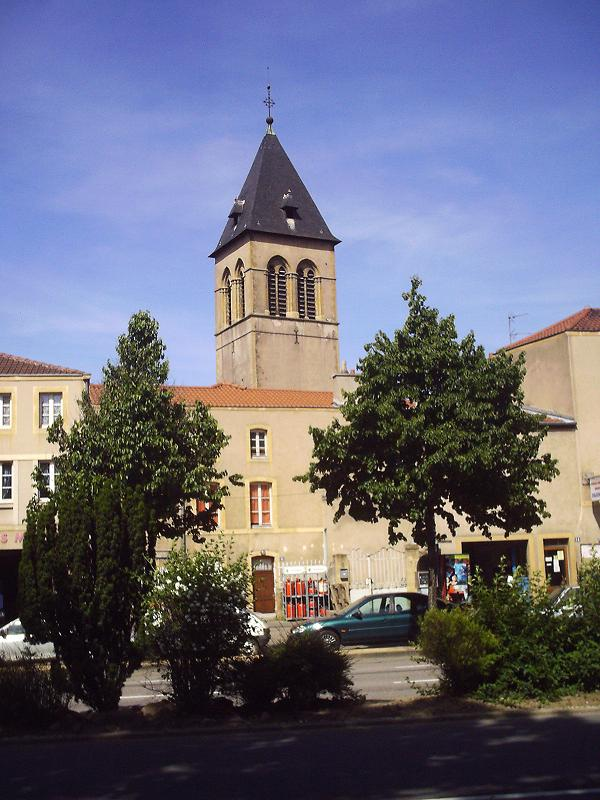

圣玛息莫堂（Église Saint-Maximin）是法国阿尔萨斯-香槟-阿登-洛林大区摩泽尔省梅斯老城的一个罗马天主教教堂，原属路德宗。
该堂由4世纪特里尔主教玛息莫创建。目前的教堂为罗马式建筑，始建于12世纪，完成于1753年。

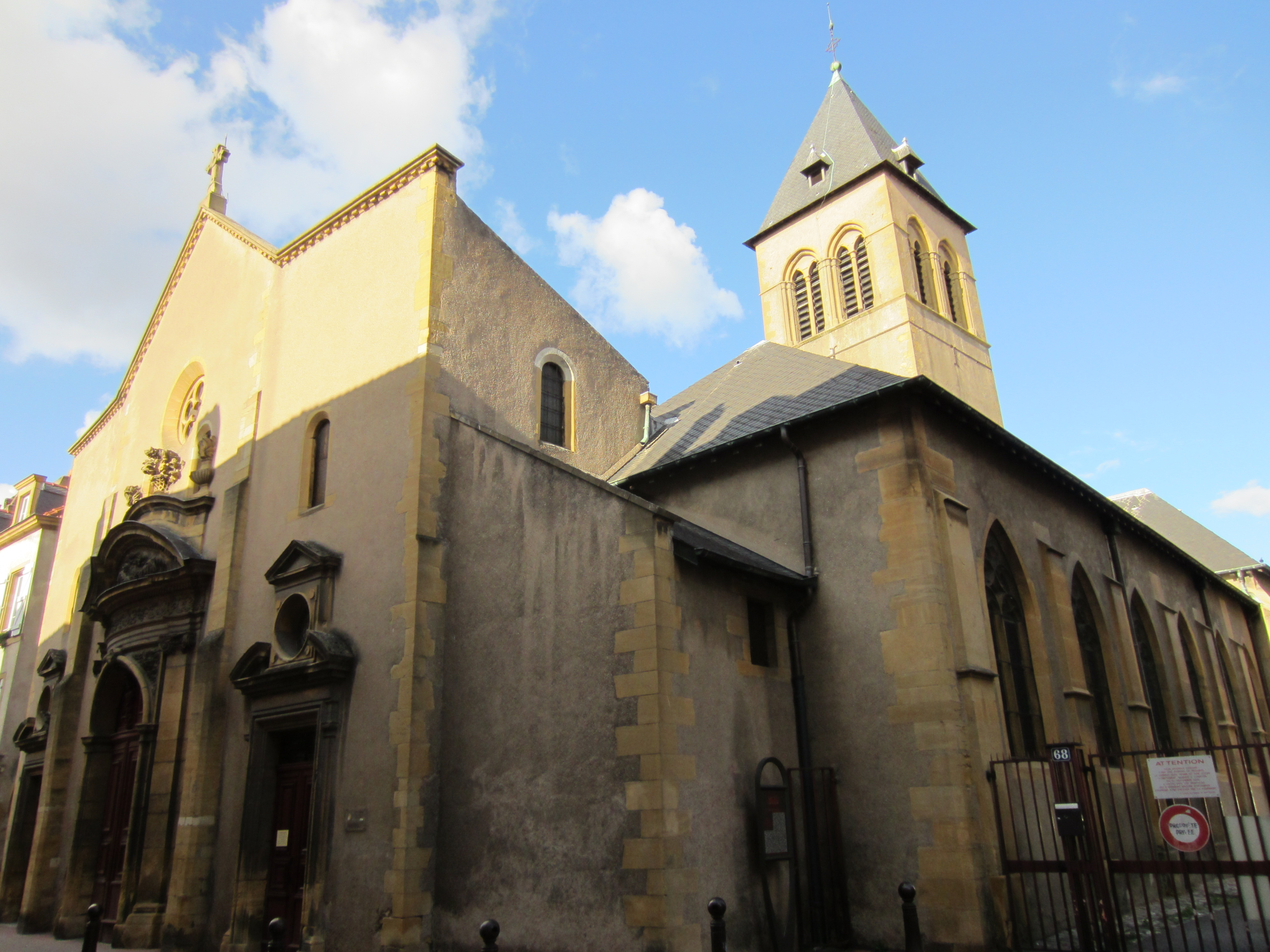
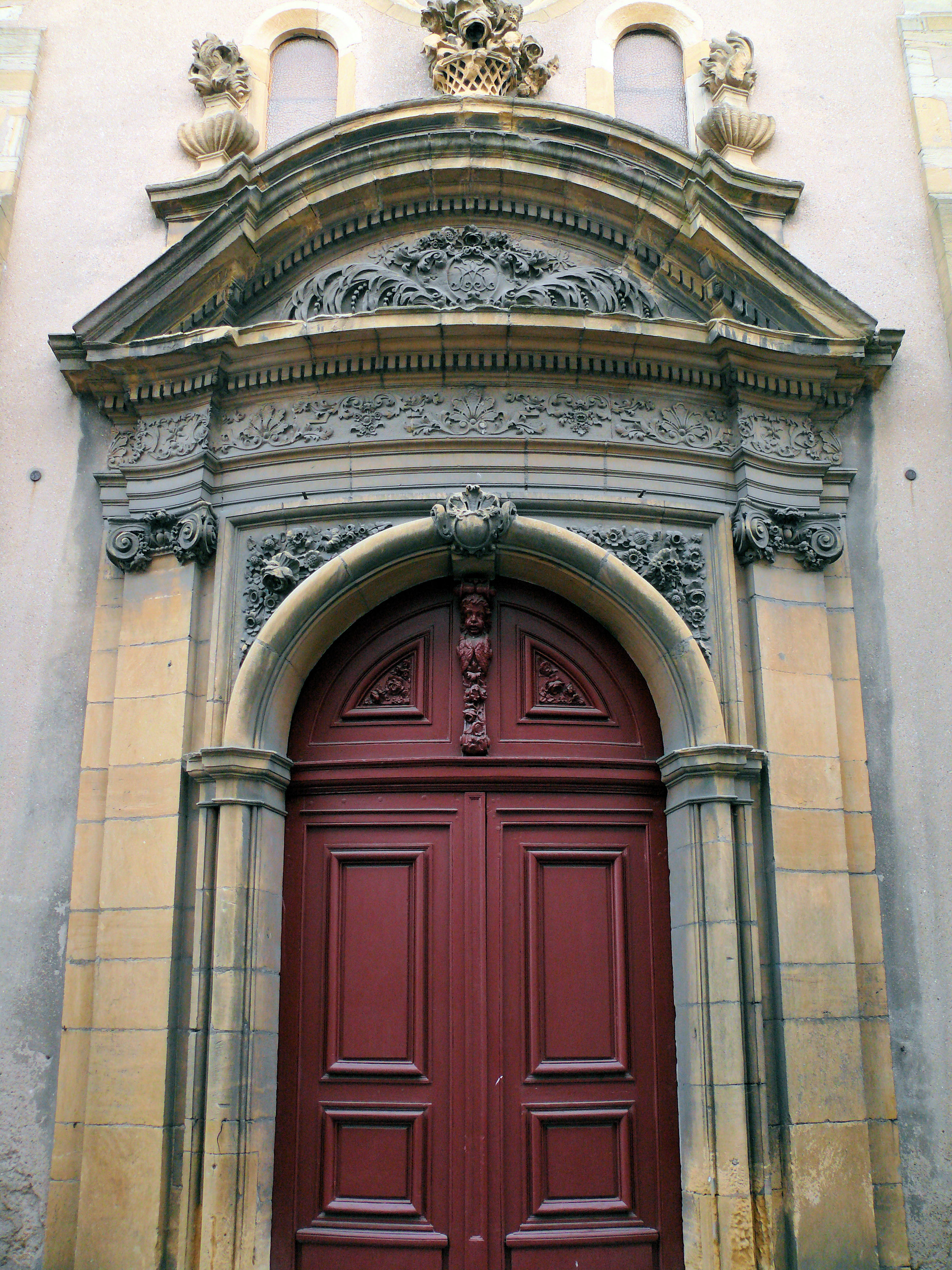
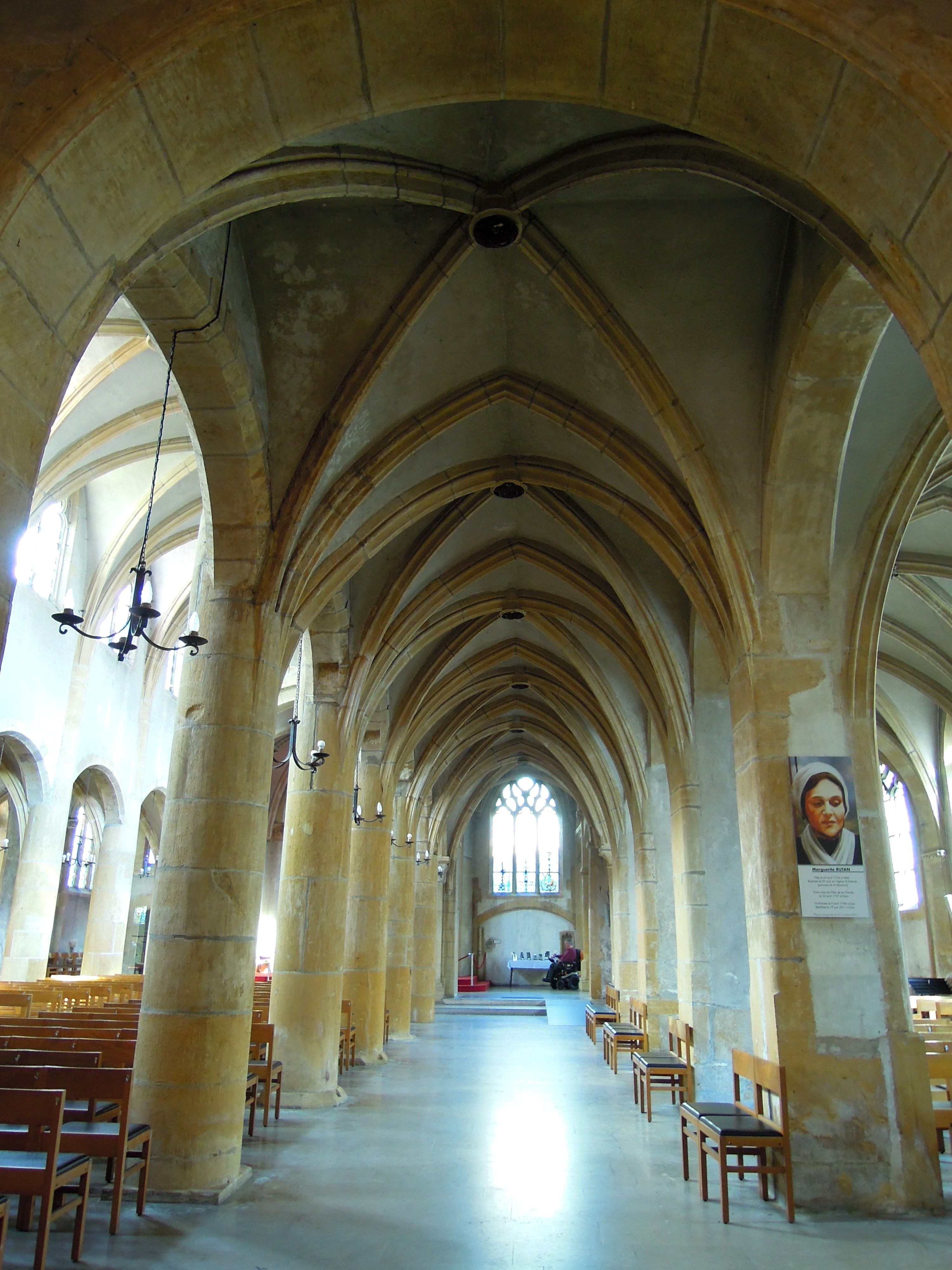
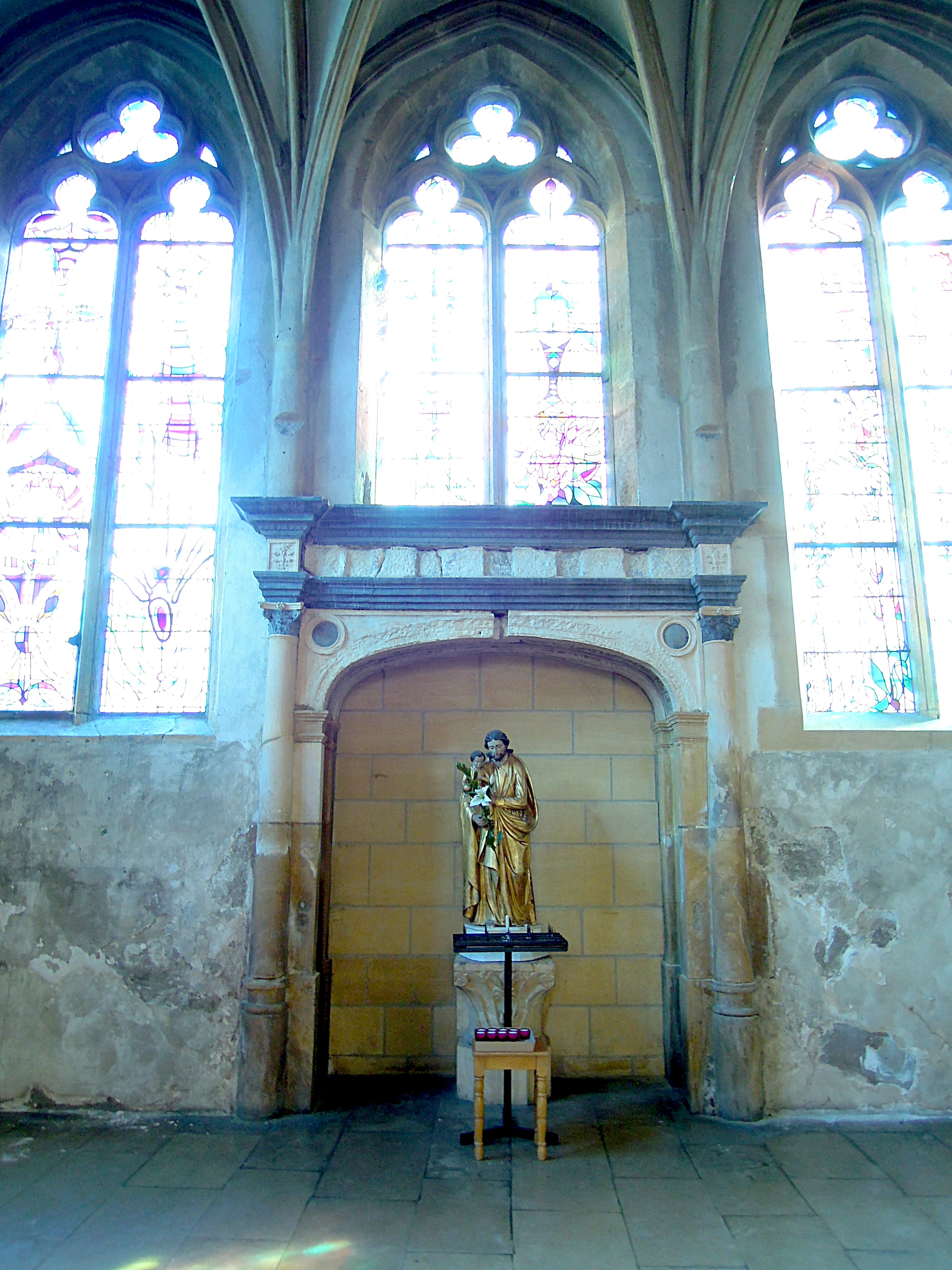

该堂于1923年列为历史古迹。